# Evolução temporal
Evolução temporal é a mudança de estado provocada pela passagem do tempo, aplicada nos sistemas com estado interno. Nesta formulação, o tempo não é um parâmetro obrigatoriamente continuo, podendo ser discreto ou até infinito. Na física clássica, a evolução temporal de uma coleção de corpos rígidos é governada por princípios da mecânica clássica. Nas formas mais rudimentares, estes princípios expressam o relacionamento entre a ação de forças nos corpos e suas acelerações dadas pelas leis de Newton do movimento. Estes princípios podem ser expressados de forma equivalente pela mecânica hamiltoniana ou pela mecânica de Lagrange.
O conceito da evolução temporal pode ser aplicado em outro sistemas com estado interno. Por exemplo, o operador de uma máquina de Turing pode ser considerado como a evolução temporal do estado máquina junto com o estado da fita. Neste caso o tempo será discreto.
Sistemas com estado interno podem possuir descrições variadas em termos do estado ou dos termos do valor do observável. Nestes sistemas a evolução temporal pode também se referir à mudança dos valores observados. Isto é relevante na mecânica quântica onde a Representação de Schrödinger e a Representação de Heisenberg são descrições equivalentes da evolução temporal.

## Operador da evolução temporal
Considere um sistema com estado no espaço X em que sua evolução seja determinística e reversível. Vamos também supor que o tempo  é um parâmetro sobre o conjunto de número real {\displaystyle \mathbb {R} \,}. Então a evolução temporal será dada por uma família de transformações de estados bijetivos
{\displaystyle \operatorname {F} _{t,s}:X\rightarrow X\quad \forall t,s\in \mathbb {R} }
Ft, s(x) é o estado do sistema num dado tempo t, cujo estado no tempo s é x. A identidade seguinte detém
{\displaystyle \operatorname {F} _{u,t}(\operatorname {F} _{t,s}(x))=\operatorname {F} _{u,s}(x).}
Para entender porque isto é verdadeiro, suponha x ∈ X é o estado no tempo s. Então por definição de F, Ft, s(x) é o estado do sistema num tempo t e, consequentemente, aplicando a definição mais uma vez, Fu, t(Ft, s(x)) é o estado num tempo u. Mas isto é também Fu, s(x).
Em alguns contextos na física matemática, o mapeamento Ft, s é chamado "operador de propagação" ou simplesmente propagador. Na mecânica clássica, o propagador é uma função que opera no espaço fásico de um sistema físico. Na mecânica quântica, o propagador é geralmente um operador unitário em um espaço de Hilbert. O propagador por ser expressado como ordenador de tempo exponencial de uma integral hamiltoniana. As propriedades assintóticas do tempo de evolução são dadas pela matriz de espalhamento.
Um estado espacial com propagadores distintos também é chamado de sistema dinâmico.
Quando se diz que a evolução temporal é homogênea, se quer dizer que
{\displaystyle \operatorname {F} _{u,t}=\operatorname {F} _{u-t,0}\quad \forall u,t\in \mathbb {R} .}
No caso de um sistema homogêneo, o mapeamento Gt = Ft,0 forma um único grupo de parâmetros de transformações de X, isto é
{\displaystyle \operatorname {G} _{t+s}=\operatorname {G} _{t}\operatorname {G} _{s}.}
Para sistemas não reversíveis, o operador de propagação Ft, s é definido sempre que t ≥ s e satisfizer a identidade de propagação
{\displaystyle \operatorname {F} _{u,t}(\operatorname {F} _{t,s}(x))=\operatorname {F} _{u,s}(x).\quad u\geq t\geq s.}